# 七星街道 (新昌县)
七星街道，中国浙江省绍兴市新昌县下辖的一个街道。

## 辖区
该街道辖有：	七星社区、凤山社区、南岩社区、龙山村、磕下村、上石演村、下石演村、上三溪村、下三溪村、张家庄村、坎头村、侯村、庙前地村、赵婆岙村、凤凰村、五联村、五都村、馒头山村、葫芦岙村、九峰寺村、杨梅山村、溪二村、元岙村、飞凤村、岩里村、上礼泉村、土谷庙村、下礼泉村、塔山村、五龙岙村、盘龙村、石柱湾村、中喻村、合新村、金星村、后溪村、